# 1532
1532 (MDXXXII) je bilo prestopno leto, ki se je po julijanskem koledarju začelo na ponedeljek.

## Dogodki
- 1. januar

## Rojstva
- 5. september – Giacomo Zabarella, italijanski filozof, logik († 1589)

Neznan datum
- Tulsidas, indijski hindujski pesnik († 1623)

## Smrti
Neznan datum
- Kasim II., kan Astrahanskega kanata (* ni znano)